# Темпельгоф, Георг Фридрих
Георг Фридрих Людвиг фон Темпельгоф (нем. Georg Friedrich Ludwig von Tempelhoff, 19 марта 1737 — 13 июля 1807) — прусский генерал-лейтенант, военный теоретик и историк.
Родился в местечке Трамп, в Среднем Бранденбурге, 17 марта 1737 года, сын королевского советника Георга Самуэля фон Темпельгофа (1711—1775).
Образование получил в университете Франкфурта-на-Одере, а потом в Галле, где в особенности занимался математикой.
Когда вспыхнула Семилетняя война, Темпельгоф вступил в пехотный полк, где вскоре был произведён в капралы. В конце 1757 года он был переведён в артиллерию. Темпельгоф отличился в сражениях при Бреславле, Лейтене, Гохкирхене и Кунерсдорфе. За отличие в последнем деле он был произведён в офицеры. Затем Темпальгоф участвовал в Торгауском сражении, находился при осадах Ольмюца и Дрездена, и после заключения мира снова посвятил себя математическим наукам.
В 1769—1779 годах Темпельгоф написал «Анализис о величинах», в 1781 году опубликовал труд «Le bombardier prussien». Восхищённый усовершенствованиями, которые Фридрих II ввёл тогда в военное искусство, Темпельгоф хотел издать первоначальные правила тактики, однако в связи с секретностью приводимых там сведений не получил на то дозволения.
В 1782 году Темпельгоф был произведён в майоры и назначен комендантом вновь учрежденного артиллерийского отряда. В 1784 году Фридрих II возвёл его в дворянское достоинство, а наследник его в 1786 году произвёл Темпельгофа в подполковники и поручил ему военное образование двух старших своих сыновей: Фридриха Вильгельма и Людвига; в то же время он сделался членом Берлинской академии наук.
В 1790 году Темпельгофа определили в чине полковника при армии герцога Брауншвейгского в Силезии, и когда в 1791 году Пруссия стала готовиться к войне с Россией, назначили управлять осадой Риги; но кампания не состоялась и король назначил Темпельгофа директором Артиллерийской академии, им самим учреждённой.
В 1792 году открылась война против Французской республики; Темпельгоф получил назначение начальником артиллерии действующей армии, но случаев отличиться ему не предоставилось.
В 1795 году он был назначен шефом 3-го артиллерийского полка, в 1802 году получил чин генерал-лейтенанта и орден Красного Орла, тогда же он был определён учителем военных наук к младшим братьям короля Генриху и Вильгельму; в 1805 году получил орден Чёрного Орла, но уже не находился в действительной службе.
Скончался в Берлине 13 июля 1807 года.
Главным и знаменитейшем сочинением Темпельгофа является «История Семилетней войны» в шести томах (издана в 1782—1801 года); сверх того, он написал некоторые математические и астрономические сочинения, не имеющие, впрочем, особых достоинств.